# Лидийский лад
Лидийский лад — один из натуральных ладов. Был широко распространён в античности и средневековье. Назван в соответствии с именем исторического региона, соседствовашего с Древней Грецией — Лидии, откуда, вероятно, он происходил.
В своей основе этот лад диатоничен; простейшим его примером может служить последовательность белых клавиш на фортепиано от фа до фа. Звукоряд лидийского лада совпадает с натуральным мажором, в котором IV ст. повышена. Лидийский лад, наряду с ионийским и миксолидийским, относится к группе натуральных ладов мажорного наклонения, и является, по мнению музыковедов, самым «светлым», даже «сверхмажорным» диатоническим ладом.

## Древнегреческая музыка

### Строение лидийского лада
В древнегреческой системе лидийским назывался современный ионийский лад, а современный лидийский назывался гиполидийским. Октава разделялась на два одинаковых тетрахорда, к которым прибавлялся соединительный тон. В древнегреческой системе было три основных лада, где соединительный тон ставился между тетрахордами, но кроме них существовали и другие лады: в них этот тон стоял либо до двух тетрахордов (лад получал приставку «гипо-»), либо после (такой лад получал приставку «гипер-»). Так лидийский тетрахорд имел следующее строение:
| тон-тон-полутон |

Дублированием лидийского тетрахорда с прибавлением соединительного тона в начале получался гиполидийский, ныне лидийский, лад:
| тон+тон-тон-полутон-тон-тон-полутон |

Пример лидийского лада от тоники фа: прослушатьо файле

### Этическое значение
Древние греки были очень чувствительны к музыкальному ладу: каждый лад они переживали с определённым этико-эстетическим содержанием. Так, Аристотель делит лады на этические, практические и энтузиастические. Последними он называет те лады, которые имеют целью вызывать восторженное и экстатическое состояние. Сюда же, по мнению Аристотеля, относится и гиполидийский лад благодаря своему вакхическому характеру.
Каждое племя выступало со своей национальной музыкой, и каждое племя имело свой излюбленный музыкальный лад. Гиполидийский лад не был так широко распространён в Греции, — он образовался от лидийского (тогда) лада, который пришёл в Древнюю Грецию вместе с вторжением в VII веке до н. э. дионисийской религии, лидийской и фригийской (ныне дорийской) музыки из Малой Азии. Главная черта этой музыки — оргиазм (прим., празднование оргий, таинств, особенно связанных с культом Диониса), — вероятно, имела ту или иную базу в Греции, и то, что стало потом называться лидийским ладом, таилось в разных углах самой Греции под другими названиями. Оба новых лада быстро укрепились в общегреческом художественном сознании; лидийский, как носитель, скорее, френетизма (плачевные, похоронные песни), стал также существенным восполнением общегреческой художественной объективности. Вместе с фригийско-лидийским музыкальным сознанием в греческой музыке стало водворяться то возрожденческое, антично-возрожденческое мироощущение, которое отныне явится одним из основных признаков всего известного нам античного культурного стиля.
Платон отвергает лидийский (тогда) лад как пронзительный и подходящий для погребального плача, с которым, как говорят, и было связано его возникновение. Аристоксен говорит, что впервые Олимп сыграл на флейте в лидийском ладу похоронную песнь на смерть Пифона.
Пиндар утверждает, что первое ознакомление с лидийским ладом произошло на свадьбе Ниобы, а иные приписывают первое применение этого лада Торребу. Независимо от этих домыслов, лидийское своеобразие художественного вкуса чувствовалось в древности всеми. Лидийцы были прекрасные флейтисты. Как говорил Геродот, лидийские флейты из всех самые сладкие и самые разнообразные, он утверждал, что греки впервые стали подражать флейтистам, вышедшим из Лидии вместе с Пелопом. Среди военных инструментов у лидийцев он называл флейты, разделяя их на «женские» и «мужские». Правда, это не значит, что лидийцы не пользовались струнными инструментами. Ни больше ни меньше как знаменитые пектиды и магадиды были как раз лидийского происхождения. Всё же, однако, авлодика больше всего была развита технически в Лидии, и только с течением времени лидийский лад стал общегреческим достоянием, почти потерявши тот экзотический характер, который всегда переживался во фригийском (ныне дорийском) ладу.
Основной «этос» чистого лидийского (тогда) лада — френетический, плачевный, похоронный. Лидийский лад доходил до экстаза в смысле плача, страдания и подавленности. Платон очень отчётливо чувствует френетизм лидийского лада, что тот соответствует женской, а не мужской психике.
Апулей считает лидийский лад «жалобным» (лат. querulum). Аристотель критикует Платона за пренебрежение к лидийскому ладу, полезному, по его собственному мнению, для воспитания юношества. Плачевность, действительно, не всегда была свойственна лидийцам в очень большой доле. Когда с течением времени френетические функции стали отходить к миксолидийскому (ныне локрийскому) ладу, старая лидийская гамма оказалась носительницей нежного, наивного, милого настроения. В грациозном лидийском тоне писал, например, Пиндар — «сладкую и разнообразную лидийскую мелодию». Так же писал и Анакреонт. Да и сама трагедия его не избегала, как на это указывает Плутарх.
Он же отмечает постепенное сближение ионизма и лидизма, отразившееся в сходности ладов ионийцев и лидийцев, — так лидийская гармония ушла от прежнего френетизма. Тот же Плутарх говорит о новом спущенном лидийском, — гиполидийском, — ладе. Он считает его противоположным миксолидийскому (тогда), но весьма сходным с ионийским. Он предполагает, что гиполидийский лад был создан афинянином Дамоном, но при этом оговаривается, что изобретение его иногда приписывается флейтисту Пифоклиду, а иные и вовсе утверждают, что впервые применил этот строй Меланиппид. Вестфаль Геварт и Аберт на этом основании отождествляют «спущенный» (греч. επαινειμενέ) лидийский и гиполидийский, отмечают его сходство с ионийским (тогда) ладом, — так возник и постепенно вошёл в греческое сознание новый гиполидийский лад.
Гиполидийским ладом стали часто пользоваться гидравлисты, кифареды, авлеты и любые музыканты, склонные к орхестическим (хоровым) композициям.

## К средневековью
Церковные лады представляли единую систему ладов, построенных на основе таких понятий, как амбитус, реперкусса и финалис. В рамках этой системы каждый лад назывался тоном, имел свой номер и подвид. Пятый автентический тонус (tritus authenticus) стали именовать лидийским ладом (по Боэцию, см. рисунок ниже), а бывший до того гиполидийским ладом стали называть будущий ионийский:
Переданная Боэцием систематизация греческих транспозиционных гамм Птолемея (транспозиций «совершенной системы», которые воспроизводили названия ладов – лидийский, фригийский и т.д., – но только в обратном, восходящем порядке) в «Alia musica» была ошибочно принята анонимным средневековым автором IX века за систематизацию ладов, — так гиполидийский лад остался именоваться лидийским навсегда.

### Лидийский лад
Всякая ладовая система у древних греков расценивалась с точки зрения того или иного тяготения тонов, а следовательно, и с точки зрения ладового тяготения. То есть утверждать, что лидийский (тогда гиполидийский) лад Древней Греции — есть исключительно модальный, нельзя; в нём присутствует своя собственная функциональная система тонов, отличная от привычных нам минора и мажора.
В качестве примера лидийского лада в церковных песнопениях можно привести фрагмент партитуры баритона из градуала «Viderunt»:
Сравнительно редко встречающийся лидийский лад представлен в гимне «Nato nobis» (XVI в.) характеристично и ярко звучащими каденциями с плавным разрешением в совершенные консонансы квинты и октавы:
Он также встречается в гимне «Regem venturum»:
Вскоре, с развитием музыкальной истории, стало ясно, что все семь ладов не есть особенность конкретно Древней Греции и (затем) григорианских" хоралов: они встречаются у многих других народов в самых разных частях света. В древнерусской системе лидийский тетрахорд, лежащий в основе самого лада, назывался «большим», — построенный на нём лад (то есть лидийский) можно заметить в некоторых русских народных песнях.
Также, например, в индийской системе ладов (тхатов) лидийский лад назывался «кальян».
В эпоху господства мажора и минора(XVIII-XIX вв.) «старая» модальность оказалась почти полностью вытеснена тональными структурами. Редкий случай применения лидийского лада в его грубоватой сочности и резкости встречается в сочинении Моцарта «Музыкальная галиматья» (кводлибет «Gallimathias musicum», KV-32, 1766) и Бетховена — III часть квартета op. 132.

## Современность

### Эпоха романтизма
От эпохи романтизма XIX века начинается процесс возрождения модальности и её постепенной эмансипации от тональности (Шопен, Алькан, Глинка, Римский-Корсаков, Мусоргский, Григ и некоторые другие композиторы). Естественно, что в эту эпоху модальные лады поначалу ответвляются от мажора и минора — тональных ладов, либо как лады производные, либо на основе смешения ладов или своего рода «альтерации» (хроматического изменения звуков) отдельных аккордов.
Смешанный лидийско-миксолидийский лад можно услышать в «Острове радости» К. Дебюсси:
Этот лад, типичный для Бартока, встречается, например, в его танце «экосез», но уже не в качестве смешения в ладовом строении, а, скорее, как перекличка (то есть чередование) до-лидийского и до-миксолидийского:
Частично лидийский лад встречается в мазурке № 2 op. 24 Ф. Шопена и мотиве первого раздела Рондо à la mazur op. 5, в «Тоске по родине» op.57/6 Э. Грига, в пасторали № 2 соч. 17 А. К. Лядова, в хоре «На кого ты нас покидаешь» из «Бориса Годунова» и песне «Спи, усни, крестьянский сын» М. П. Мусоргского, в мотете «Os justi» (1879) А. Брукнера и др.
Однако, отпочковавшись от тонально-функциональной системы мажора и минора, новая модальность быстро развивается в сторону максимально возможного удаления от неё и предельного выявления модальной специфики (Стравинский, Барток, Мессиан и др.).

### Лидийский лад в XX веке
Мощный стимул к развитию модальности в XX в. был дан нарастающими волнами интереса к народной музыке, вплоть до тенденции к цитатно-точному воспроизведению её характерных особенностей.
Примеры использования лидийского лада можно найти в симфонической сказке «Петя и волк» и балете «Ромео и Джульетта» С. С. Прокофьева, в фуге C-dur №1 из сочинения «24 прелюдии и фуги», а также в I части Фортепианной сонаты №2 Д. Д. Шостаковича, в хоре «Коляда» из «Трёх миниатюр для хора» Г. В. Свиридова, в заключительном номере «Хорал речной воды» из вокального цикла Н. Н. Сидельникова «В стране осок и незабудок» (на стихи В. Хлебникова) и так далее.